# Smáratorg 3
Smáratorg 3 is een kantoorgebouw in de wijk Smárahverfi in Kópavogur, IJsland nabij het winkelcentrum Smáralind. De toren is ontworpen door architectenbureau Arkís en is met 77,6 meter hoger dan de Hallgrímskirkja en daarmee het hoogste gebouw van IJsland. Het gebouw is niet het hoogste bouwwerk van IJsland omdat de zendmast van de RÚV bij Egilsstaðir, de Amerikaanse zendmast van de marine bij Grindavík en het Zendstation Gufuskálar hoger zijn.
De zakelijke dienstverlener Deloitte Touche Tohmatsu is in de Smáratorg 3 gevestigd. 

## Externe links

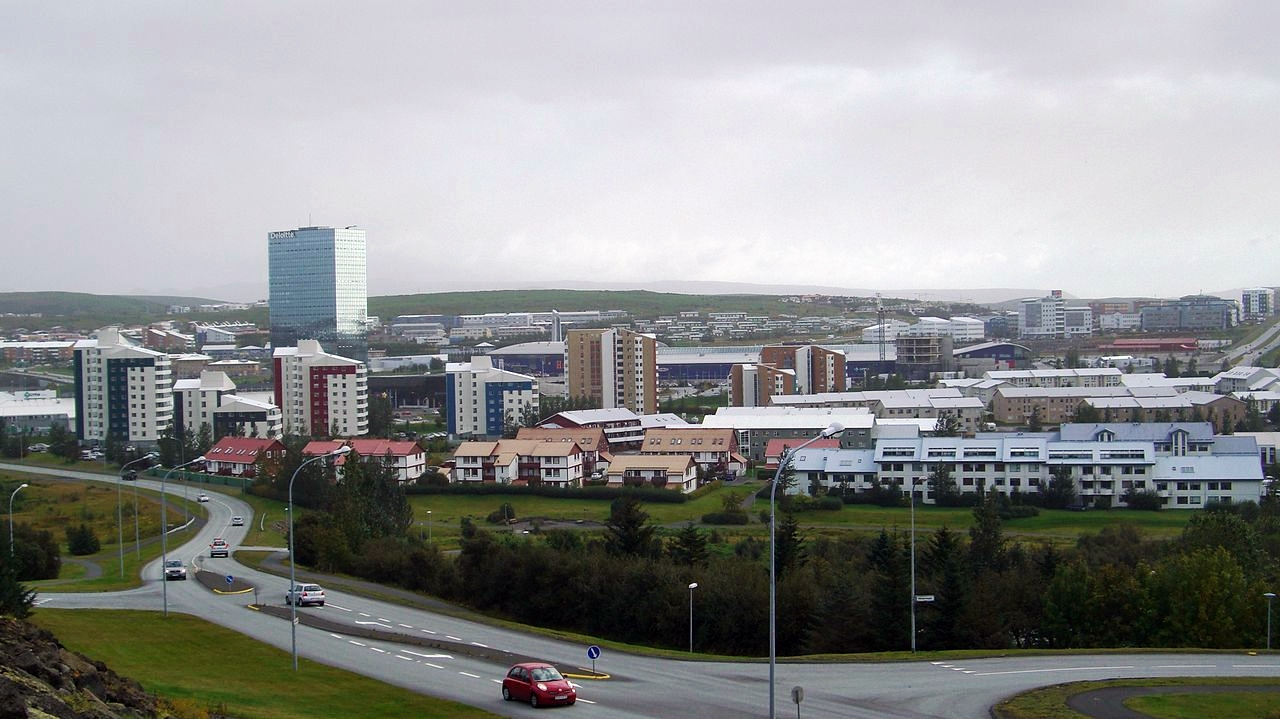
De toren, gezien vanaf het noordwesten.